# Zespół MW 2
Zespół MW 2 (czasem "Ensemble MW 2") – został założony w 1962 r. przez Adama Kaczyńskiego i miał siedzibę w Krakowie. Zespół ten - którego celem było wykonywanie muzyki współczesnej i awangardowej - prowadził działalność koncertową przez 55 lat i był w ten sposób pierwszym tego typu Zespołem powstałym w Polsce i najdłużej z nich działającym. Pierwszy koncert Zespołu miał miejsce w Auli "Florianka" krakowskiej, wówczas Państwowej Wyższej Szkoły Muzycznej, dnia 24 stycznia 1963 r. a ostatni w Warszawie w Teatrze Rozmaitości dnia 20 września 2017 r. w ramach LX Międzynarodowego Festiwal Muzyki Współczesnej "Warszawska Jesień".

## Historia, skład i działalność koncertowa
Początkowo podstawowy skład Zespołu wyglądał następująco: Barbara Niewiadomska – sopran, Barbara Świątek – flet, Adam Kaczyński – fortepian (założyciel i kierownik Zespołu), Marek Mietelski – fortepian oraz Stanisław Radwan – fortepian (do listopada 1965 r.) i w tym składzie w marcu 1965 r. Zespół MW 2 został laureatem Międzynarodowego Konkursu dla Młodych Wykonawców Muzyki Współczesnej w Utrechcie (Holandia).
Działalnością Zespołu od samego początku żywo interesował się kompozytor Bogusław Schaeffer (oryg. Bogusław Schäffer), który służył mu radą i pomocą. Już pod koniec 1963 roku Zespół został powiększony o grupę aktorsko-baletową dla wykonywania m.in. jego kompozycji z gatunku teatru instrumentalnego, w tym dedykowanej Zespołowi MW 2 kompozycji scenicznej "TIS MW 2" będącej pierwszą tego typu kompozycją w polskiej literaturze muzycznej. W skład tej grupy weszli: Bogusław Kierc i Jan Peszek – aktorzy oraz Krystyna Ungeheuer-Mietelska – tancerka. Prawykonanie światowe tej kompozycji miało miejsce w dniu 25 kwietnia 1964 r. To dla tych aktorów Bogusław Schaeffer pisał prawykonywane przez nich (i nadal bardzo popularne) utwory sceniczne. Pod koniec 1965 r. skład Zespołu powiększył się o wiolonczelistę – Jerzego Klocka a z końcem roku 1968 o aktora – Mikołaja Grabowskiego. W ten sposób skład stałych członków Zespołu MW 2 – który przez następnych 15 lat wypracowywał swój poziom wchodząc na estrady świata – wyglądał następująco: 
- Bogusław Kierc – aktor (od 1968 r. jego brat – Andrzej)
- Jan Peszek – aktor
- Krystyna Ungeheuer-Mietelska – tancerka
- Barbara Niewiadomska – sopran
- Barbara Świątek – flet
- Adam Kaczyński – fortepian (kierownik Zespołu)
- Marek Mietelski – fortepian
- Jerzy Klocek – wiolonczela (od 1965 r.)
- Mikołaj Grabowski – aktor (od 1968 r.)

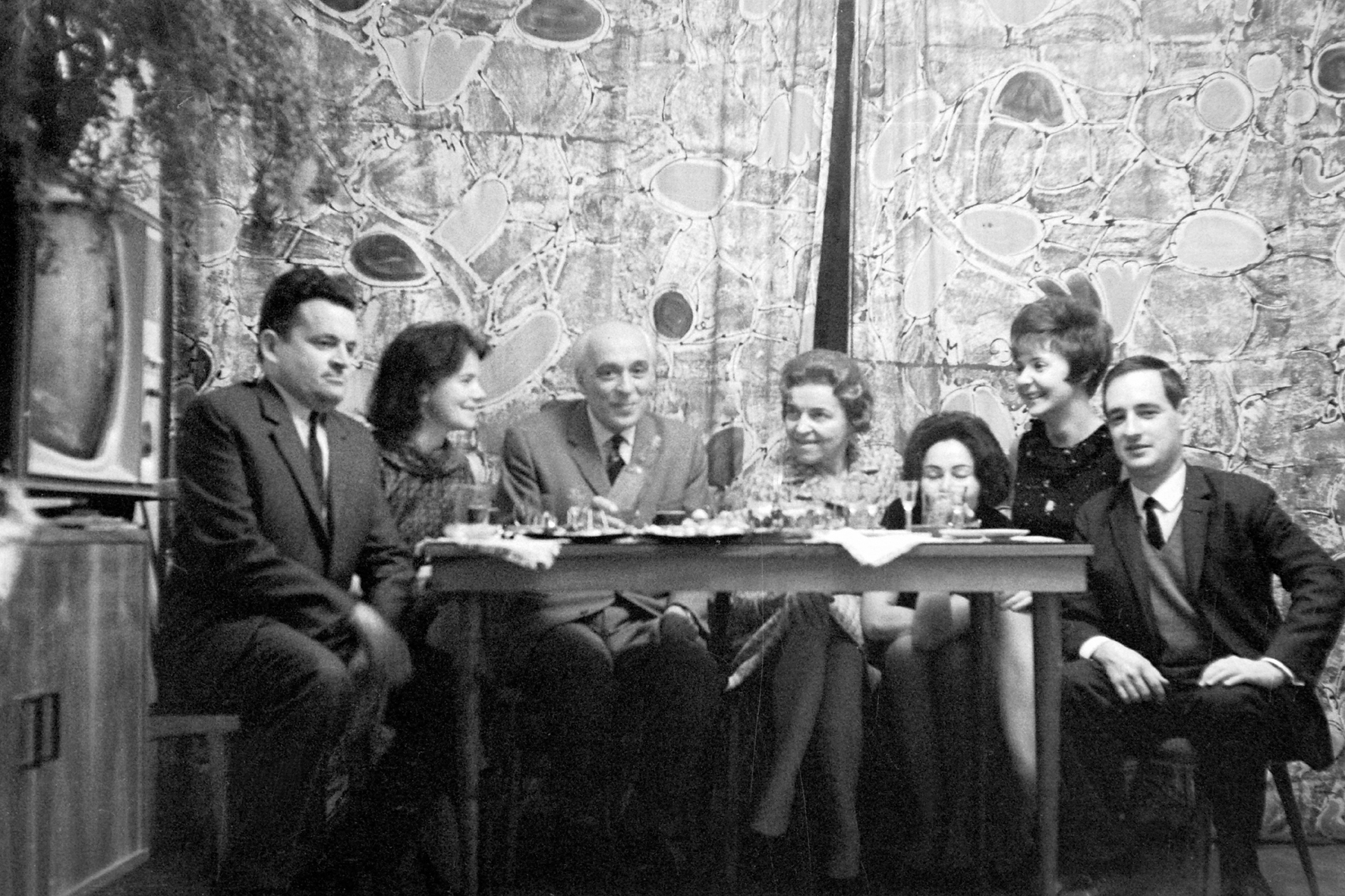
Zespół MW 2 gości małżeństwo Régameyów u Barbary Świątek. Siedzą (od lewej): Marek Mietelski, Krystyna Ungeheuer-Mietelska, Constantin Régamey, jego żona Anna, Barbara Niewiadomska, Barbara Świątek, Adam Kaczyński (Kraków, wrzesień 1966 r.)

Był to trzon stałych członków Zespołu, biorących udział we wszystkich (z bardzo nielicznymi wyjątkami) koncertach krajowych i zagranicznych, zawierających w swoich programach zarówno kompozycje instrumentalne, jak i z gatunku teatru instrumentalnego, Happeningi oraz utwory scenicznehttps://www.polmic.pl/index.php?option=com_content&view=article&id=2615:jubileusz-50-lecia-zespou-mw2&catid=83&Itemid=50&lang=pl. Dla tego składu Bogusław Schäffer pisał swoje pierwsze kompozycje zarówno sceniczne, jak i z gatunku teatru instrumentalnego. Od roku 1974 występował czasem z Zespołem jako pianista, wykonując wspólnie z Adamem Kaczyńskim swoją kompozycję "blueS No.1" na 2 fortepiany i taśmę. Współpraca jego z Zespołem trwała do 1988 roku.
W razie potrzeby Zespół dokooptowywał dodatkowych wykonawców. Po odejściu z Zespołu Stanisława Radwana, w okresie od grudnia 1965 r. do maja 1967 r. współpracował z nim jako pianista akompaniujący kompozytor Krzysztof Meyer a po odejściu sopranistki Barbary Niewiadomskiej w 1968 roku, w latach 1972 do 1979 dokooptowane były sopranistki: Helena Łazarska oraz Olga Szwajgier jako niestali członkowie. Z końcem roku 1978 z Zespołu odeszli Barbara Świątek – flet, Jerzy Klocek – wiolonczela oraz Krystyna Ungeheuer-Mietelska – tancerka. Od 1979 do 1999 roku jako stali członkowie zostali zaangażowani Halina Skubis - sopran oraz Krzysztof Langman – flet. Przez 2 lata (1979 i 1980) jako wiolonczelista występował z Zespołem Kazimierz Koślacz, a od 1981 roku jako stały członek zespołu - Kazimierz Pyzik. W ten sposób – po zaangażowaniu jeszcze w 1979 roku na członka niestałego aktora Andrzeja Grabowskiego - Zespół MW 2 przez następnych 20 lat występował w następującym składzie:
- Andrzej Grabowski – aktor
- Mikołaj Grabowski – aktor
- Andrzej Kierc – aktor
- Jan Peszek – aktor
- Halina Skubis – sopran
- Krzysztof Langman – flet
- Kazimierz Pyzik – wiolonczela, kontrabas
- Adam Kaczyński – fortepian (kierownik Zespołu)
- Marek Mietelski – fortepian

Od 1998 roku – po śmierci Andrzeja Kierca – aktorzy (Andrzej i Mikołaj Grabowscy oraz Jan Peszek) stali się niestałymi członkami zespołu.

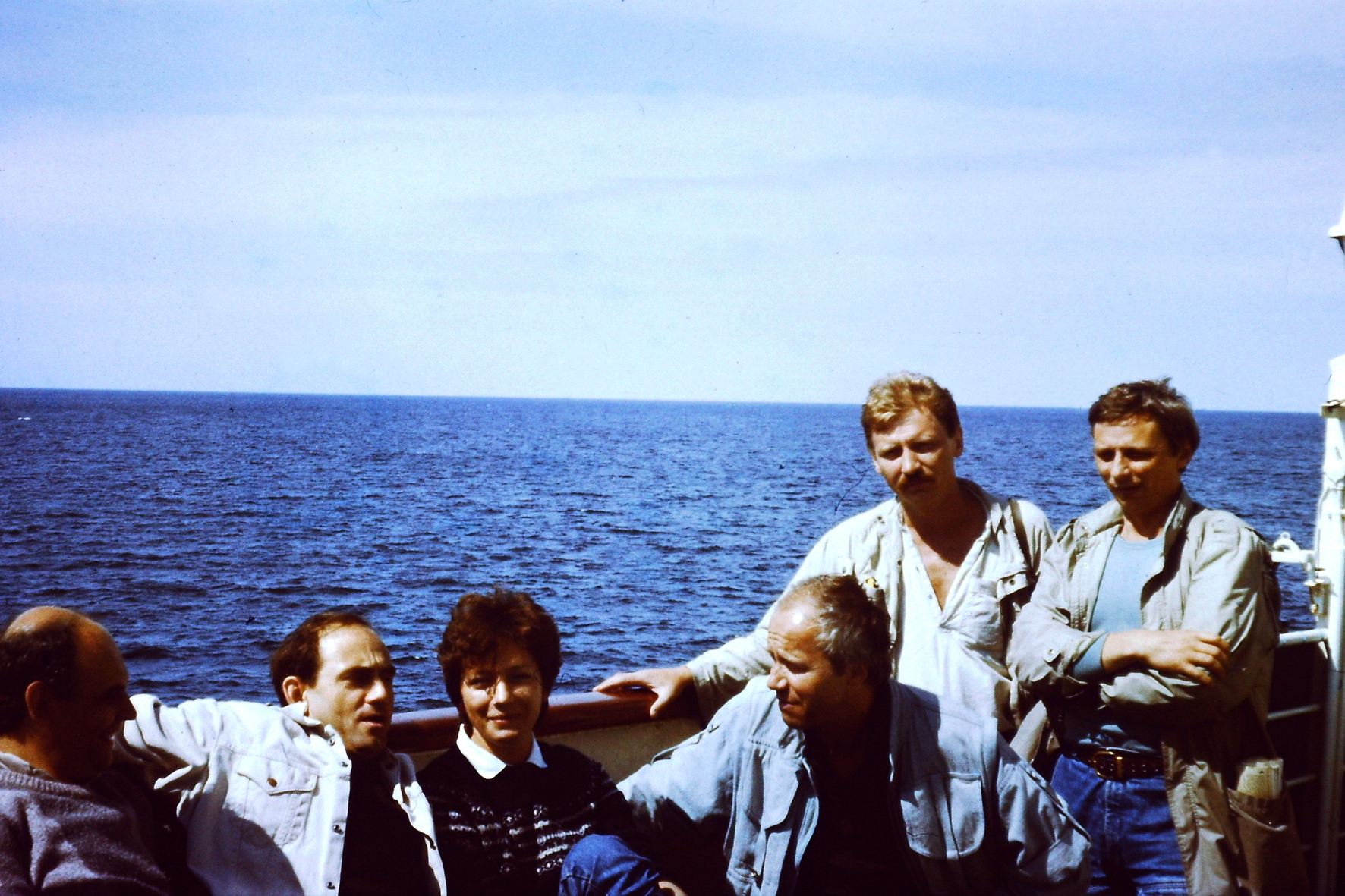
Zespół MW 2 na promie z Ystad do Rønne (w drodze na koncert w ramach "Bornholms Musik-Festival"). Siedzą (od lewej): Krzysztof Langman, Jan Peszek, Halina Skubis, Andrzej Kierc. Stoją: Andrzej Grabowski, Mikołaj Grabowski (20 lipca 1986 r.)

W ostatnim – schyłkowym okresie jego działalności, od 2000 roku stałymi członkami Zespołu byli: Adam Kaczyński – dyrektor artystyczny, fortepian, Krzysztof Langman – flet (do 2007 r.), Kazimierz Pyzik - wiolonczela, kontrabas, Marek Mietelski – fortepian, Krzysztof Suchodolski - projekcja dźwiękowa i Stanisław Janik - komputer, koordynacja do 2005 r.). Jako członkowie niestali zaangażowani byli: flecistka Renata Guzik, Olga Szwajgier - sopran, Agnieszka Glińska - tancerka oraz Andrzej Grabowski, Mikołaj Grabowski i Jan Peszek - aktorzy.
Nie sposób wymienić wszystkich artystów, z którymi Zespół MW 2 współpracował w czasie swojej ponad półwiecznej działalności koncertowej. Byli to m.in.: dyrygenci – Jerzy Maksymiuk, Andrzej Markowski i Bohdan Wodiczko, reżyser i artysta malarz Kazimierz Mikulski, choreografowie – Witold Gruca i Małgorzata Potocka, art. malarz Mściwoj Olewicz, rzeźbiarz Wojciech Firek, aktorzy – Jacek Chmielnik, Jerzy Grałek, Tadeusz Huk, Zygmunt Józefczak, Bogdan Słomiński i Grzegorz Matysik, recytatorka Martine Jeanneret (Szwajcaria), klarneciści i saksofoniści - Andrzej Godek, Marian Lato, Stanisław Przystaś, Paweł Krauzowicz i David Setler (Jugosławia), tubiści - Artur Mazurkowski i Zdzisław Piernik, pianiści - Danuta Byrczek, Piotr Grodecki, Mirosław Herbowski i Roman Opuszyński, organista Leszek Werner, klawesynistka Ewa Gabryś, harfistka Lucille Levandowski (Francja), perkusiści – Andrzej Dąbrowski, Andrzej Gliszewski, Wiesław Janeczek, Piotr Kania, Feliks Kotarba, Janusz Stefański, Stanisław Welanyk i Tomasz Sobaniec, skrzypkowie - Maciej Czepielowski, Ariadna Lwowicz, Czesław Pilawski i Bogdan Woźniak, altowiolistka Bogusława Hubisz, twórca projekcji wizualnych Kazimierz Urbański oraz reżyserzy dźwięku – Marek Chołoniewski i Edward Kulka.
Zespół występował w ponad 20 krajach. Były to m.in. w Holandia, Francja, Szwajcaria, Belgia, Jugosławia – Serbia i Chorwacja, Austria, Norwegia, Finlandia, Włochy, Dania, Anglia, Czechy, Słowacja, Hiszpania, Liban, Turcja, Iran, Armenia, Meksyk, Grecja, Szwecja, Niemcy i Korea Południowa. Brał udział w prawie 100 międzynarodowych festiwalach muzycznych. Były to m.in. Międzynarodowy Festiwal Muzyki Współczesnej "Warszawska Jesień" (1963, 1964, 1966, 1972, 1978, 1981, 1997, 2017), Bydgoski Festiwal Muzyczny (1970, 1989, 2005), Wrocławski Festiwal Polskiej Muzyki Współczesnej (1972, 1976, 1984, 2004), Poznańska Wiosna Muzyczna (1971, 1972, 1973, 1975, 1977, 1978, 1981, 1984, 1985, 1990), „Semaines Musicales Internationales de Paris" (1966 - 2 występy z różnymi programami), „Reconnaissance des Musiques Modernes" (Bruksela, 1966), „Muzički Biennale Zagreb" (1967, 1973), „Ny Musikk" (Oslo, 1968 - 2 występy z różnymi programami), „Autunno Musicale di Como" (Włochy, 1971), International Carnival of Experimental Sound (Londyn, 1972), Semana de Nueva Música (Barcelona, 1973), Holland Festival (1973 - 3 występy z różnymi programami), Festival d’Avignon (1973 - 2 występy z różnymi programami), Festival International de Baalbek (Bejrut, 1974 - - 5 występów z 3 różnymi programami), 4 Istanbul Festivali (1976 - 2 występy z różnymi programami), Festival of Arts Shiraz-Persepolis (Iran, 1976 - 2 występy z różnymi programami), „Primer Foro Internacional de la Música Nueva" (Meksyk (miasto), 1979 - 2 występy z różnymi programami), „Festival of Athens" ISCM (1979), Festiwal of Lucern (1980), Aspekte Salzburg (1979, 1981), Nieuwe Muziek Festival (Holandia, 1981, 1985), Numus Festival w Aarhus (Dania, 1983), Levande Musik (Göteborg, Szwecja, 1983), Contemporary Music Festival (Huddersfield, Anglia, 1984), festiwale „Société Internationale de la Musique Contemporaine" w różnych krajach, „Nuova Consonanza" (Rzym, 1985), Bornholms Musik-Festival (Rønne, Dania, 1986), Multi-Art Festival (Seul, Korea Płd., 2000 - 2 występy), 17 Dresdner Tage der zeitgenossischen Musik (2003 - 2 występy z różnymi programami) i Festiwal "Corso Polonia" w Rzymie (2005).
Zespół MW 2 ma na swoim koncie ponad 500 koncertów w kraju i zagranicą ponadto liczne nagrania radiowe, płytowe, telewizyjne i filmowe. Dokonał kilkadziesiąt światowych oraz polskich prawykonań utworów kompozytorów polskich oraz zagranicznych – w tym wiele kompozycji jemu dedykowanych.
Dla prawidłowej działalności Zespołu konieczna była funkcja sekretarza. Byli nimi: członek Zespołu - Marek Mietelski (1963 – 1978), Jerzy Noworol (1979 – 1989) oraz Stanisław Janik (również jako koordynator, 1990 – 2005).

## Nagrody i odznaczenia
Flecistka Zespołu MW 2 Barbara Świątek została nagrodzona w 1964 r. statuetką Orfeusza przyznaną jej przez Komitet Organizacyjny Międzynarodowego Festiwalu Muzyki Współczesnej „Warszawska Jesień” za najciekawszą kreację VIII-ej edycji tego Festiwalu – interpretację utworu "Synchronisms I" Maria Davidovsky'ego. Zespół MW 2 w 1973 roku został odznaczony Medalem Honorowym Zarządu Głównego Związku Kompozytorów Polskich za szczególne zasługi w propagowaniu polskiej muzyki współczesnej. W roku 1978 przyznano mu Medal Polihymnii podczas festiwalu "Poznańska Wiosna Muzyczna".

## Literatura
W 2023 roku Katarzyna Marczak napisała książkę opisującą działalność Zespołu MW2 pt. "Intencja MW2. Świat muzycznej awangardy", wydaną przez Fundację inCanto. Zawarta jest w niej historia powstania grupy, opis niektórych pozycji repertuarowych, spis utworów, dedykacji i prawykonań, a w internetowym Aneksie również pełny katalog koncertów zespołu oraz pełny spis publikacji prasowych. 